# Agnieszka Kubicka-Trząska
Agnieszka Teresa Kubicka-Trząska (ur. 3 września 1967) – polska okulistka, doktor habilitowany nauk medycznych.
Dyplom lekarski zdobyła w Collegium Medicum Uniwersytetu Jagiellońskiego. Stopień doktorski uzyskała w 2000 roku na podstawie pracy „Poziom przeciwciał przeciwsiatkówkowych u chorych na samoistne zapalenie tylnego odcinka błony naczyniowej oka" (promotorem była Maria Starzycka). Habilitowała się w 2013 roku na podstawie oceny dorobku naukowego i pracy pod tytułem „Krążące przeciwciała przeciwsiatkówkowe jako biomarker wysiękowej postaci zwyrodnienia plamki związanego z wiekiem".
Pracuje jako adiunkt w Katedrze Okulistyki Collegium Medicum UJ oraz na Oddziale Klinicznym Okulistyki i Onkologii Okulistycznej krakowskiego Szpitala Uniwersyteckiego (kierownikiem jest Bożena Romanowska-Dixon). Należy do Polskiego Towarzystwa Okulistycznego. Jest przewodniczącą małopolskiego oddziału Stowarzyszenia Zwyrodnienia Plamki Związanego z Wiekiem AMD.
Współautorka opracowań: „Choroby infekcyjne oczu" (wyd. 2004, wraz z J. Kańskim, ISBN 978-83-89009-20-3), „Autoimmunologiczne choroby narządu wzroku" (wyd. 2005, wraz z J. Kańskim, ISBN 978-83-89009-38-8) oraz „Diagnostyka różnicowa chorób tylnego bieguna gałki ocznej" (wyd. 2011, wraz z A. Stankiewiczem oraz M. Figurską, ISBN 978-83-61257-65-3). Swoje prace publikowała m.in. w „Klinice Ocznej" i „Okulistyce". Zainteresowania kliniczne i badawcze A. Kubickiej-Trząski dotyczą m.in. zwyrodnienia plamki związanego z wiekiem i zapalenia błony naczyniowej.